# Rhabdoblennius papuensis
Rhabdoblennius papuensis är en fiskart som beskrevs av Hans Bath 2004. Rhabdoblennius papuensis ingår i släktet Rhabdoblennius och familjen Blenniidae. Inga underarter finns listade i Catalogue of Life.